# Angelo Cupini (calciatore)
Angelo Cupini (Ortonovo, 18 settembre 1958 – Udine, 13 settembre 2017) è stato un calciatore e allenatore di calcio italiano, di ruolo centrocampista.
È morto all'età di 58 anni.

## Carriera
Cresce dalle giovanili della Carrarese, con cui disputa i primi campionati tra Serie D e Serie C2. Nell'estate 1978 compie un salto di ben tre categorie trasferendosi all'Udinese, neopromossa in Serie A; con i friulani debutta in massima categoria il 30 dicembre 1979, in occasione del pareggio esterno con il Catanzaro, collezionando poi altre 13 presenze nell'arco di quel campionato.
La stagione successiva scende in Serie B passando al Lanerossi Vicenza, con cui totalizza 5 presenze nel campionato cadetto, per poi ritornare nella sessione autunnale del calciomercato alla Carrarese, in C2. Nel 1981 torna quindi tra i cadetti per disputare due campionati da titolare con la Cavese.
Nell'estate 1983 viene acquistato dalla Lazio, neopromossa in A e con Giorgio Chinaglia presidente, totalizzando in campionato 3 reti in 24 presenze — tra cui la decisiva marcatura che vale il successo per 2-1 sull'Ascoli alla penultima giornata — dando così un contributo alla salvezza della squadra romana, ottenuta a spese del Genoa (giunto a pari punti ma condannato dalla classifica avulsa).
A fine stagione torna quindi in B per militare nel Bari, con cui conquista immediatamente la promozione in massima serie e disputa anche il successivo campionato in A, chiuso al penultimo posto con conseguente retrocessione. Cupini si trasferisce al Padova, in Serie C1, con cui centra la promozione in B nella stagione 1986-1987, ma poi non segue i veneti nella categoria superiore, proseguendo la carriera prima in C1 con Arezzo e Prato, e chiudendola poi in interregionale con la Pro Gorizia.
In carriera ha totalizzato complessivamente 54 presenze e 3 reti in Serie A, e 113 presenze e 6 reti in Serie B.
Terminata l'attività agonistica, intraprende quella di allenatore, guidando prevalentemente formazioni dilettantistiche del Friuli.

## Palmarès

### Giocatore

#### Competizioni nazionali
- Campionato italiano Serie D: 1

Carrarese: 1977-1978 (girone E)

#### Competizioni internazionali
- Coppa Mitropa: 1

Udinese: 1979-1980